# Arpaise
Arpaise là một đô thị ở tỉnh Benevento trong vùng Campania, có vị trí khoảng 50 km về phía đông bắc của Napoli và khoảng 11 km về phía nam của Benevento. Tại thời điểm ngày 31 tháng 12 năm 2004, đô thị này có dân số 886 người và diện tích là 6,6 km².
Đô thị Arpaise có các frazioni (đơn vị cấp dưới, chủ yếu là làng hay xóm) Mignolli, Terranova, Russi, và Casalpreti.
Arpaise giáp các đô thị: Altavilla Irpina, Ceppaloni, Pietrastornina, Roccabascerana.